# Verona (singolo)
Verona è un singolo dei cantanti estoni Koit Toome e Laura Põldvere, scritto e prodotto da Sven Lõhmus e pubblicato il 30 gennaio 2017 su etichetta discografica Moonwalk.
Con Verona Koit e Laura hanno partecipato ad Eesti Laul 2017, il programma di selezione estone per l'Eurovision. Nella seconda semifinale del 18 febbraio 2017 hanno vinto il televoto e sono arrivati quinti nel voto della giuria, ottenendo abbastanza punti per passare alla finale del 5 marzo, dove hanno nuovamente vinto il televoto, ma la giuria li ha piazzati sesti su 10 partecipanti. Il punteggio è stato comunque sufficiente per far procedere la canzone alla superfinale a tre, il cui risultato sarebbe stato deciso unicamente dal pubblico estone. Verona ha ricevuto 44.818 televoti, il 55% del totale, vincendo Eesti Laul 2017 e garantendosi la possibilità di rappresentare l'Estonia all'Eurovision Song Contest 2017 a Kiev, in Ucraina. Koit e Laura hanno cantato nella seconda semifinale dell'11 maggio 2017, competendo con altri 18 artisti per uno dei dieci posti nella finale del 13 maggio, ma si sono fermati alla semifinale
Alla stesura del testo in italiano e degli arrangiamenti ha partecipato Maurizio D'Agapito, un musicista originario di Roma ma residente da diversi anni a Tallinn e presente anche nel video ufficiale.
La canzone è un vero tributo alla città veneta, della quale Toome rimase ammaliato dopo un viaggio.

## Tracce
Download digitale
1. Verona – 3:16